# (6871) Verlaine
(6871) Verlaine est un astéroïde de la ceinture principale.

## Description
(6871) Verlaine est un astéroïde de la ceinture principale. Il fut découvert par Eric Walter Elst le 23 janvier 1993 à La Silla. Il présente une orbite caractérisée par un demi-grand axe de 2,19 UA, une excentricité de 0,046 et une inclinaison de 3,77° par rapport à l'écliptique.
Il fut nommé en hommage au poète français Paul Verlaine, né à Metz en 1844 et mort à Paris en 1896.

## Compléments